# Crystal Mines
Crystal Mines est un jeu vidéo de genre puzzle-labyrinthe en deux dimensions, développé et édité par Color Dreams en 1989 sur la console Nintendo uniquement en Amérique du Nord,.

## Synopsis
En 2265AD, CM-205 est un Robot mineur télécommandé qui doit collecter des cristaux bleus Starla dans des mines sur une planète lointaine.

## Système de jeu
Le jeu est composé de 50 niveaux sous forme de tableaux qui doivent être répèté deux fois, soit un total de 100 niveaux. 
Le but du jeu est de collecter les cristaux Starla à la manière de Boulder Dash. Le robot peut se défendre à l'aide d'un tir de boules d'énergie et des bombes de TNT.